# Marie-Dominique Hagelsteen
Pour les articles homonymes, voir Hagelsteen.
Marie-Dominique Hagelsteen née Monfraix, née le 1er avril 1948 à Aremberg en Allemagne et morte le 11 septembre 2012, à Versailles, était une haute fonctionnaire français.
Membre du Conseil d'Etat, elle a notamment été présidente du Conseil de la concurrence, ancêtre de l'Autorité de la concurrence, et présidente de la Section des travaux publics au Conseil d'Etat.

## Biographie
Elle est la fille de Jean Monfraix (1918-2018) ancien préfet de la Guyane (1970), de la Haute-Marne (1972) et des Pyrénées-Atlantiques (1974). Elle vit notamment à Constantine, en Algérie, où son père est secrétaire général de préfecture. 

## Formation
Elle effectue ses études aux lycées pilote de Sèvres et La Bruyère à Versailles. Diplômée de l'Institut d'études politiques de Paris, elle réussit le concours de l'ENA en 1970 et entre dans la promotion Charles de Gaulle, où elle côtoie notamment Jean-Louis Gergorin, Alain Juppé, Dominique Perben ou encore Jean-Cyril Spinetta. En 1972, elle sort classée dans la "botte" et intègre le Conseil d'Etat.

## Carrière
Elle est nommée auditrice de 2ème classe au Conseil d'Etat en 1972, puis maître des requêtes par décret du 15 mars 1978. Par décret du 6 juillet 1990, elle est nommée conseillère d'Etat. 
En 1976, Marie-Dominique Hagelsteen devient responsable du centre de documentation du Conseil d'Etat, où elle rédige les chroniques de jurisprudence fiscale.
Elle exerce une première fois les fonctions de commissaire du gouvernement, où elle est nommée en 1978, en remplacement de Renaud Denoix de Saint-Marc, pendant trois ans. En 1981, elle est placée en détachement de longue durée afin d'exercer les fonctions de directeur des services juridiques du groupe Elf-Aquitaine. Elle dirige les services juridiques du groupe pétrolier pendant cinq ans puis réintègre le Conseil d'Etat en 1986. En 1989, elle est nommée rapporteur adjoint auprès du Conseil constitutionnel puis pour la période octobre 1989-octobre 1990.

### Membre puis présidente du Conseil de la concurrence
Par décret du 12 juin 1989, Marie-Dominique Hagelsteen est nommée membre du Conseil de la concurrence en tant que rapporteur adjoint, où elle est confirmée par décret du 12 juillet 1995. En parallèle, elle est nommée en 1993 membre de la commission des sondages, en 1994 membre du conseil des impôts puis présidente de la 8ème sous-section de la Section du contentieux du Conseil d'Etat à compter du 15 janvier 1996. Elle est également membre du Comité de la réglementation bancaire et financière entre 1996 et 1998 et membre du Comité des établissements de crédit et des entreprises d'investissement. De 1994 à 1996, elle est également présidente de l'Autorité de régulation professionnelle de la publicité. Entre 1989 et 1992, elle redevient commissaire du gouvernement près les formations de jugement du Conseil d'Etat.
Par décret du 29 juillet 1998, elle est nommée présidente du Conseil de la concurrence, où elle succède à Charles Barbeau. Elle est alors placée en position de détachement pour longue durée par décret du 21 octobre 1998 prolongée par décret du 19 juin 2003. Durant son mandat, « les  armes du Conseil de la concurrence se renforcent et se diversifient. Celui-ci conquiert son autonomie budgétaire, étoffe ses services, recrute des  économistes, associant  ainsi, de manière  novatrice, des compétences juridiques et  économiques. (...) [L]e  Conseil de la concurrence  monte en puissance, il s’impose dans la vie économique, il est de plus en plus respecté par les  pouvoirs publics et les entreprises » comme cela fut souligné lors de son éloge funèbre. La loi du 15 mai 2001 relative aux nouvelles régulations économiques permet notamment « rendre plus dissuasives les sanctions pour violation du droit de la concurrence, et ce dans l'intérêt de tous les acteurs économiques » . Elle est alors décrite par la presse comme « l'une des juristes les plus redoutées de France »
Son mandat prenant fin, elle est réintégrée au Conseil d'Etat à compter du 29 juillet 2004. Elle est remplacée à la tête du Conseil de la concurrence par Bruno Lasserre,. Par décret du 24 septembre 2004, elle est nommée présidente adjointe de la Section du contentieux, en remplacement d'Yves Robineau. Elle occupe cette fonction pendant trois ans. En parallèle, elle est présidente suppléante de la Commission d'accès aux documents administratifs entre 2005 et 2007,.

### Présidente de la Section des travaux publics
Par décret du 17 janvier 2007, elle est nommée présidente de la Section des travaux publics au Conseil d’État, y succédant à Marie-Eve Aubin. Elle participe à la rédaction de quatre codes et à la préparation de nombreuses lois dans des domaines aussi variés que l'environnement, le logement ou le ferroviaire. Le 12 février 2008, elle remet à Christine Lagarde et Luc Chatel son rapport relatif au « nouveau dispositif juridique de nature à renforcer 
l’environnement concurrentiel des relations 
commerciales et à restaurer une pleine liberté de négociation des tarifs comme des conditions générales de vente en vue de favoriser une plus grande concurrence par les prix. ». En janvier 2010, elle remet au Premier ministre François Fillon son rapport sur les exclusivités de distribution et de transport dans le secteur de la télévision payante.
Sur sa demande, en raison de sa maladie, il est mis fin à ses fonctions en tant que présidente de la Section des travaux publics à compter du 1er août 2012. Elle est remplacée à ce poste par Philippe Martin.

## Vie privée
Elle épouse le 25 juillet 1972 son ancien condisciple à l'Ecole nationale d'administration (ENA) Bernard Hagelsteen. De leur union naissent trois enfants : Laurence, Charles et Axel. 

## Hommages
Marie-Dominique Hagelsteen meurt le 11 septembre 2012 des suites d'un cancer.  
Le Conseil d'Etat publie un communiqué de presse selon lequel « Marie-Dominique Hagelsteen avait rejoint le Conseil d'État en 1972 où elle a brillamment exercé les fonctions les plus exigeantes et les plus remarquées, dans les formations contentieuses comme dans les formations consultatives. (...) Le rayonnement de sa personnalité et de son talent, son autorité naturelle et son engagement serein et constructif ont, à chaque étape de sa carrière inachevée, suscité l'admiration et l'attachement de ses collègues et de tous ceux qui l'ont côtoyée. Marie-Dominique Hagelsteen a incarné le meilleur des valeurs du Conseil d'Etat, auquel elle était profondément attachée. ». Le vice-président du Conseil d'Etat, Jean-Marc Sauvé, prononce son éloge funèbre lors de ses obsèques le 17 septembre 2012.  
L'Autorité de la concurrence affirme dans un communiqué de presse que « Marie-Dominique Hagelsteen a marqué de son empreinte le Conseil de la concurrence, qu'elle a présidé de 1998 à 2004 après avoir été membre de son collège pendant plusieurs années. Elle a modernisé l'institution, affirmé son indépendance, accru son rayonnement. Elle a défendu, avec autorité et élégance, la cause de la concurrence, qu'elle a fait progresser. Pour tous ceux qui ont délibéré ou travaillé avec elle, elle était un exemple : par sa droiture, son engagement inlassable, ses qualités intellectuelles et humaines ». 
En hommage à Marie-Dominique Hagelsteen, un colloque est organisé le 24 septembre 2013 par le Conseil d'Etat et l'Autorité de la concurrence à l'Ecole nationale d'administration en présence de membres du Conseil d'Etat et de professeurs de droit. La séance d'ouverture est assurée par Jean-Marc Sauvé, vice-président du Conseil d'État. Les présidences des tables rondes sont assurées par Philippe Martin, président de la Section des travaux publics du Conseil d'État et Bruno Lasserre, président de l'Autorité de la concurrence. Les actes du colloque sont publiés à la Documentation française l'année suivante.

## Décorations
Marie-Dominique Hagelsteen était commandeur de l’ordre national de la Légion d’honneur (décret du 13 juillet 2009) et commandeur de l'ordre national du Mérite (décret du 14 novembre 2006).